# Nemopterella olivacea
Nemopterella olivacea är en insektsart som beskrevs av Bo Tjeder 1967. Nemopterella olivacea ingår i släktet Nemopterella och familjen Nemopteridae. Inga underarter finns listade i Catalogue of Life.